# Peter Scheunemann
Peter Scheunemann (* 7. Januar 1870 in Hamburg; † 27. Mai 1937 in Bad Nauheim) war ein deutscher Offizier und Verwaltungsbeamter in Kamerun.

## Leben
Scheunemann trat nach dem Besuch des Gymnasiums am 1. Oktober 1887 als Fahnenjunker in das Hannoversche Pionier-Bataillon Nr. 10 der Preußischen Armee ein. Er wurde 1888 Fähnrich und 1889 Sekondeleutnant. Scheunemann absolvierte von September 1891 bis Juli 1893 die Vereinigte Artillerie- und Ingenieurschule. Im März 1895 wurde er in das 2. Elsässische Pionier-Bataillon Nr. 19 versetzt und am 17. November 1896 zum Premierleutnant befördert. Als solcher fungierte er ab 1. Oktober 1897 als Adjutant des Bataillons. Mit dem 5. Juli 1900 schied er aus der Armee aus und wurde in der kaiserlichen Schutztruppe für Kamerun angestellt, wo er 1904 zum Hauptmann avancierte. 1910 schied er aus der Schutztruppe aus, wurde wieder in der Preußischen Armee angestellt und kam zur 4. Ingenieur-Inspektion. Mit seiner Beförderung zum Major wurde Scheunemann am 27. Januar 1913 zum Kommandeur des 2. Brandenburgischen Pionier-Bataillons Nr. 28 ernannt.
Mit Ausbruch des Ersten Weltkriegs erhielt er das Kommando über das Garde-Pionier-Bataillon. Ab 15. Februar 1918 diente Scheunemann als Kommandeur des Infanterie-Leib-Regiments „Großherzogin“ (3. Großherzoglich Hessisches) Nr. 117 an der Westfront. Für seine Leistungen während der Deutschen Frühjahrsoffensive 1918 wurde ihm am 1. April 1918 der Orden Pour le Mérite verliehen, nachdem er bereits vorher mit beiden Klassen des Eisernen Kreuzes sowie dem Ritterkreuz des Königlichen Hausordens von Hohenzollern mit Schwertern ausgezeichnet worden war. Nach Kriegsende wurde Scheunemann am 24. Dezember 1918 zu den Offizieren von der Armee überführt und am 19. Juni 1919 unter Verleihung des Charakters als Oberst aus dem Militärdienst verabschiedet.
Nach seiner Verabschiedung lebte er in Stralsund.
In Kamerun wurde Scheunemann 1901 zum Leiter der Station Jaunde ernannt. 1904 wurde er mit der Verwaltung des Sanga-Ngoko-Gebietes beauftragt. Zwischen 1901 und 1906 war er durch die Kämpfe gegen Yesum, Njem, Ndzimu und So maßgeblich an der Unterwerfung des östlichen Kameruner Waldlands beteiligt. Im Mai 1906 kehrte er vorübergehend zur Küste zurück. Im Mai 1907 wurde er zum Führer der 9. Kompanie und Bezirksleiter des Dume-Bezirks ernannt. Durch seine Forschungs- und Sammeltätigkeit trug er auch zur wissenschaftlichen Kenntnis der Region erheblich bei. Eine zoologische Sammlung überließ er dem Museum für Naturkunde in Berlin, andere Bestände gingen an die Kolonialsammlung der preußischen Geologischen Landesanstalt in Berlin und das Völkerkundemuseum Berlin.

## Veröffentlichung
- Buschgeschichten. Ernstes und Heiteres aus Kameruns guter alter Zeit. Berlin 1925.